# Thanti
Thanti (nep. ठांटी) – gaun wikas samiti w zachodniej części Nepalu w strefie Seti w dystrykcie Achham. Według nepalskiego spisu powszechnego z 2011 roku liczył on 471 gospodarstw domowych i 2673 mieszkańców (1396 kobiet i 1277 mężczyzn).